# Nó de arnês
O nó de arnês, ou nó de sirga, é um nó que tem como resultado uma alça não corrediça, ou seja, que não tende a estrangular ou apertar o que se coloca em seu meio. É um tipo de nó feito pelo meio do cabo (seio), sem usar seus suas pontas ou extremidades (chicotes), podendo ser  feito e desfeito rapidamente, sendo considerado um tipo de nó rápido. É muito utilizado em técnicas verticais e náutica. 

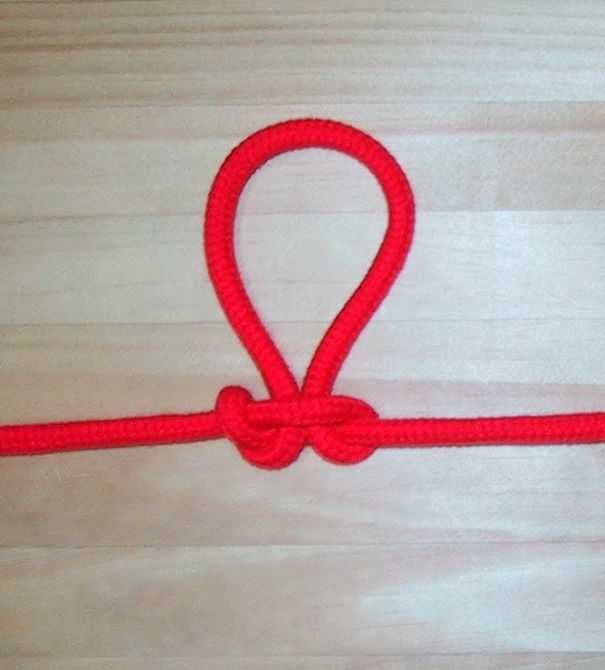
Nó de Arnês ou Nó de Sirga

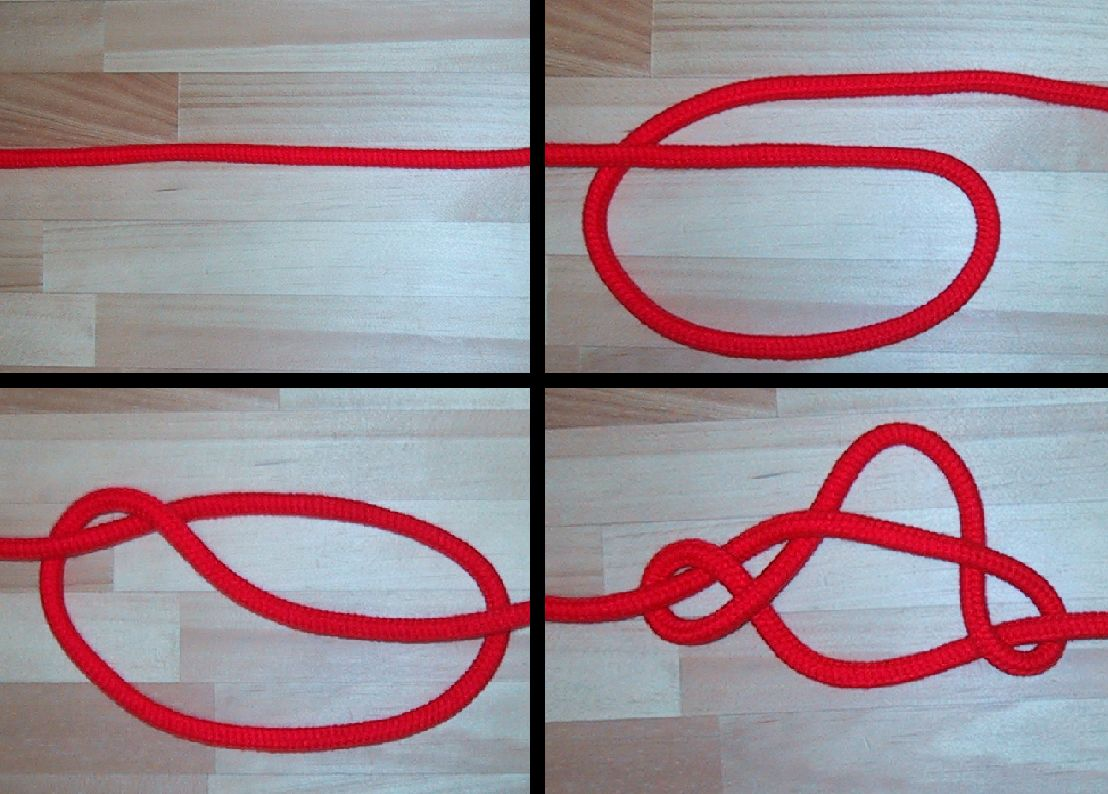
Passos para o feitio de um Nó de Arnês.

É uma volta no meio da corda, para fixar âncoras, mosquetões ou outras cordas.
Serve para fazer uma laçada no meio de um cabo de reboque, de maneira a não escorregar quando uma pessoa lhe meta o ombro para puxar ou aplicar seu peso. 
Útil para fazer estribos em arreios (arnês) e alças para as mãos em uma corda de trepar. Pode ser utilizado como alça também em uma sirga que em náutica é o nome dado à corda usada para rebocar um barco a partir da margem de um corpo d'água.

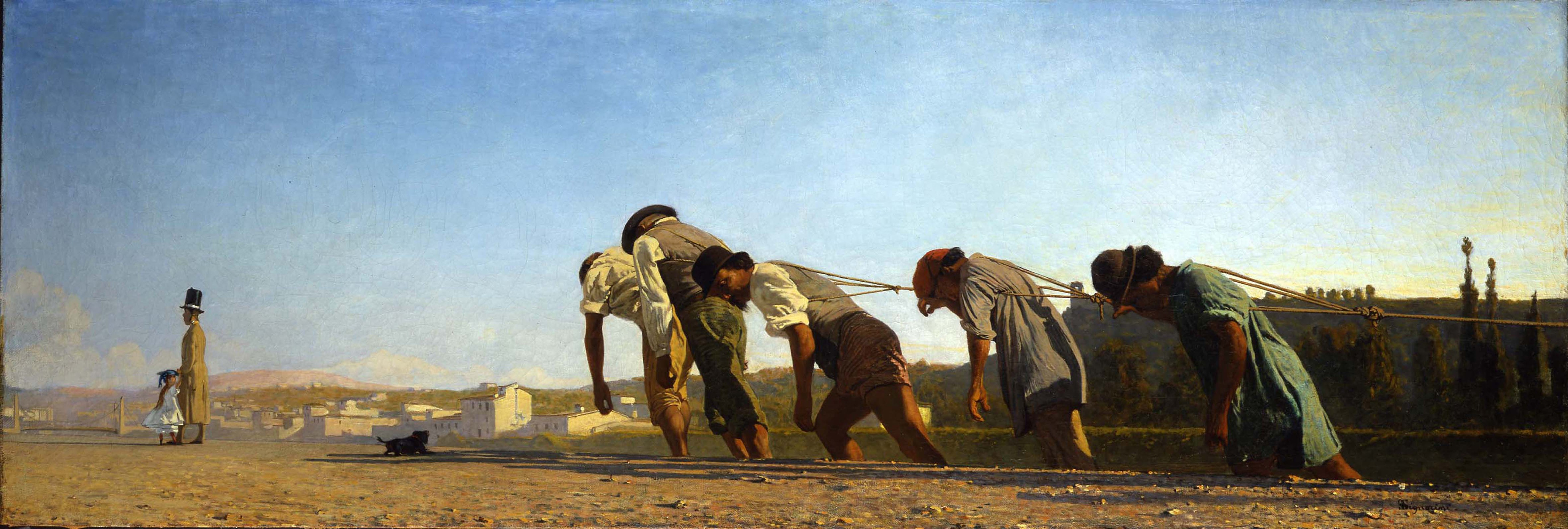
Cena demonstrando o uso do nó de arnês em sirga para reboque de barco (Signorini, Telemaco - L'alzaia - 1864)

Em técnicas verticais, por sua característica de torção da corda, também é utilizado para criar um ponto de desvio em uma ancoragem ou como lugar de ancoragem principal ou secundária, podendo sofrer tensão nos dois sentidos.
Pode-se fazer uma escada ao dar vários nós de arnês ao longo da corda.
Esse nó se desfaz facilmente se não estiver bem firme. 